# 三峽大橋
三峽大橋(又稱新橋)為一座位於台灣新北市三峽區市區，跨越三峽河的橋樑，其興建目的為分散老舊的三峽拱橋使用量，於1978年開始動工，1981年1月1日時正式通車，總耗費金額達新台幣一千九百萬元。
在台灣縣市公路系統裡，縣道110通過此橋。往北端經由復興路跨越三鶯大橋能到達鶯歌，往南端能夠銜接台三線，經介壽路前往土城，或是經中正路抵達大溪。

## 沿革
- 1978年：開始興建。
- 1981年1月1日：正式通車[2]。